# 황진수 (1957년)
황진수(黃珍壽, 1957년 9월 16일 ~ )는 대한민국의 유도 선수이다. 그는 1984년 하계 올림픽 남자 하프 미들급 경기 에 출전했었다.